# Mondademhaling
Mondademhaling verwijst naar de in- en uitademing door de mond. Een andere ademhalingswijze is de neusademhaling.
Een mens ademt door de neus, wanneer hij rust of licht in beweging is, en ademt gelijktijdig door de neus en mond tijdens intensieve lichaamsbeweging, zoals sport en aerobics om daarmee voldoende gaswisseling te realiseren. Door de mond ademhalen heeft als nadeel dat de lucht niet zoveel gefilterd en verwarmd wordt, zoals wel het geval is bij het door de neus ademhalen.